# Вёсны и Осени Шестнадцати государств
«Вёсны и Осени Шестнадцати государств» (кит. трад. 十六國春秋, упр. 十六国春秋, пиньинь Shíliùguó chūnqiū, палл. Шилюго чуньцю) — китайская историческая работа, содержащая биографии лиц шестнадцати варварских государств. Название является аллюзией на знаменитую китайскую историческую хронику «Вёсны и Осени».

## История
Данную работу составил в 501—522 годах Цуй Хун, живший в империи Северная Вэй. Впоследствии она послужила одним из основных источников для составления таких официальных династийных историй, как «История Вэй» и «Книга Цзинь».
Исходный текст состоял из предисловия, 100 цзюаней основного текста, и хронологических таблиц. Уже во времена империи Тан полного текста этой работы не осталось. К эпохе империи Сун осталось 20 цзюаней, которые обширно цитировал историк Сыма Гуан.
Во времена империи Мин существовало две версии этой работы: версия Ту Цяосуня из 100 цзюаней, и версия Хэ Тана из 16 цзюаней. В последний период существования империи Цин Тан Цю издал эту работу в 100 цзюанях с хронологической таблицей, взяв информацию из версии Хэ Тана и других материалов.